# キャンディッド・トベックス
キャンディッド・トベックス（Candide Thovex、1982年5月22日 - ）は、フランス出身のフリースキーヤー。2007年まではハーフパイプ・スロープスタイル・ビッグエアで大会に出場。怪我の影響もあり、それ以降はフリーライドのスキーヤーとして世界中のスキーヤーから注目と人気を集めている。
フリースタイルスキーとフリーライドという2つのスタイルの大きな溝をつなぐ大きな架け橋となった最初のスキーヤー。現在はスキームービーを数多く配信しており、そのスタイルは雪のないゲレンデを滑走したりとオリジナリティーに溢れている。
使用しているスキー板のブランドはFACTION。

## 生い立ち
フランスのローヌ＝アルプ地域圏アヌシー出身。ラ・クリュサで育つ。
最初にスキーをしたのは2歳。4歳の時に自宅の裏に小さなジャンプ台を作り遊び始める。5歳の時に地元のスキークラブでモーグルの練習を始める。14歳でフランスのモーグル競技ジュニアチャンピオンになる。

## 戦歴
1997年にオーストラリアのスポーツブランドQuiksilverがキャンディッドのスポンサーになる。
1998年に初めてハーフパイプの大会に出場する。
1999年にアメリカ合衆国コロラド州で開催したX Gamesビッグエア種目に初めて出場し4位。
背中、膝の怪我の影響もあり、2007-2008年シーズンをもって競技としてのスキーヤーからフリーライドのスキーヤーへと転身する。
2008、2009年は怪我の治療のためリハビリ期間に充てる。
2010年よりフリーライドの大会に出場し始める。

## スポンサー
- FACTION
- Audi